# Ichmoul
Ichmoul (em árabe: إيشمول) (anteriormente Médina), é uma cidade localizada na província de Batna, no noroeste da Argélia. Sua população era de 10 240 habitantes, em 2008.